# FC Santos (Frauenfußball)
Die Frauenfußballabteilung des FC Santos existiert seit 1997 mit einer Unterbrechung von 2012 bis 2015 und war bis zur Saison 2024 ein Erstligateam.

## Geschichte
Sie war in einer Kooperation mit der „Fundação Pró-Esportes de Santos“ (Fupes) gegründet worden und zeitweise der professionellste und am weitesten entwickelte Frauenfußballverein Südamerikas. Die Dominanz des Clubs zeigte sich unter anderem im Gewinn der ersten beiden Austragungen der Copa Libertadores Femenina sowie zweier nationaler Pokalsiege. Darüber hinaus war der Verein maßgeblich an der Organisation und Ausrichtung auch großer internationaler Turniere beteiligt, da die Strukturen des südamerikanischen Frauenfußballs auf Vereinsebene noch wenig ausgeprägt sind. Die Abteilung wurde neben weiteren 2012 aufgelöst, um den männlichen Fußballspieler Neymar finanziell halten zu können. Bereits 2011 hatte man keinen Sponsor für die Sparte finden können, woraufhin sich die Spielerinnen für einen Kalender in Bikinis ablichten ließen.
Bekannteste Spielerinnen des Clubs waren Cristiane und Érika, aber vor allem die mehrmalige FIFA-Weltfußballerin Marta. Sie hatte jedoch keinen offiziellen Vertrag, sondern wurde von ihrem Verein der US-amerikanischen Women’s Professional Soccer nach Saisonende ausgeliehen, um den Santos FC bei den wichtigen Turnieren 2009 und 2010 kurzzeitig zu verstärken.
Zur Saison 2015 ist der Santos FC wieder mit einer neu aufgestellten Frauenmannschaft in den Spielbetrieb zurückgekehrt und hat an der Staatsmeisterschaft von São Paulo im Sommer und an der nationalen Meisterschaft im Spätjahr teilgenommen. In der Staatsmeisterschaft 2016 ist dem Club der Einzug in die Finalspiele gelungen, die man aber mit einem 0:0 und 0:1 gegen den Rio Preto EC verloren hat. Unter Trainerin Emily Lima gewann Santos 2018 seinen vierten Staatsmeistertitel, nach einem 3:2-Gesamtsieg (1:0, 2:2) im Finale gegen den SC Corinthians.

## Erfolge
International:
- CONMEBOL Copa Libertadores Femenino: 2009, 2010
- Torneio Internacional Interclubes de Futebol Feminino: 2011
- Copa Mercosul: 2006

National:
- Brasilianische Meisterschaft: 2017
- Brasilianischer Pokal: 2008, 2009
- Taça Brasil: 2007
- Staatsmeisterschaft von São Paulo (4×): 2007, 2010, 2011, 2018
- Staatspokal von São Paulo (2×): 2020, 2024
- Liga Paulista de Futebol Feminino (LINAF): 2009

Nachwuchs:
- U17-Staatsmeisterschaft von São Paulo (1×): 2020

## Trainer (unvollständig)
| Name                 | Zeitraum  | Bemerkung                                                                                    |       |
| -------------------- | --------- | -------------------------------------------------------------------------------------------- | ----- |
| Kleiton Lima         | 1997–2010 | Copa Libertadores 2009, 2010 Brasilianischer Pokal 2008, 2009 Staatsmeisterschaft 2007, 2010 |       |
| Caio Couto Gonçalves | 2015–2018 | Brasilianische Meisterschaft 2017                                                            |       |
| Emily Lima           | 2018–2019 | Staatsmeisterschaft 2018                                                                     |       |
| Guilherme Giudice    | 2019–2020 | Staatspokal 2020                                                                             |       |
| Christiane Lessa     | 2021      |                                                                                              |       |
| Tatiele Silveira     | 2021–2022 |                                                                                              | [ 4 ] |
| Kleiton Lima         | 2022–2023 |                                                                                              | [ 5 ] |
| Bruno Silva          | seit 2023 |                                                                                              | [ 6 ] |